# HBG (Zeitzeichensender)
Der Zeitzeichensender HBG war ein Zeitübertragungsdienst des Bundesamtes für Metrologie (METAS) in der Schweiz.

## Signal
Dieser Langwellensender am Genfersee strahlte die gesetzliche schweizerische Zeit (Mitteleuropäische Zeit MEZ bzw. Mitteleuropäische Sommerzeit MESZ) aus und wurde zur Synchronisation von Funkuhren verwendet. Der Name HBG ist das Rufzeichen des Senders.
Das Format (HBG-Code) der ausgestrahlten Zeitzeichen war seit 1. Januar 2001 kompatibel mit dem deutschen Zeitzeichensender DCF77. Zuvor waren geringfügige Unterschiede wie die Sekunde 59 vorhanden. Die käuflichen Empfangsmodule waren meist in der Lage, sowohl den alten wie den neuen Code zu decodieren.
HBG sendete im 24-Stunden-Betrieb. Die ausgestrahlten Zeitzeichen konnten uneingeschränkt und kostenlos genutzt werden.

## Sender
Der Sender wurde 1966 in Prangins am Genfersee in Betrieb genommen. Die Trägerfrequenz betrug 75 kHz (Langwelle) und wurde mit einer Sendeleistung von 25 kW über eine Rundstrahlantenne abgestrahlt.
Als Antennenanlage wurde eine L-Antenne, die zwischen zwei 1928 errichteten freistehenden Stahlfachwerktürmen mit je 125 m Höhe gespannt war, verwendet. Beide Türme waren geerdet und verfügten am Boden über eine Ausdehnung von 10 × 10 Metern.
Die Reichweite der Bodenwelle betrug etwa 500 km und umfasste die gesamte Schweiz sowie Teile der Nachbarländer. In diesem Bereich war ein einwandfreier Empfang gewährleistet, auch im Innern von Gebäuden und meist sogar im Untergeschoss. Im Bereich von 500 km bis 1000 km konnte der Empfang durch Interferenzen mit der Raumwelle beeinträchtigt werden (Fading), ab 1000 km überwog dann die Raumwelle.
Betrieben wurde der Sender zuerst von der PTT, dann bis Mai 2000 von der Swisscom und zuletzt vom Bundesamt für Metrologie (METAS). 

## Heutige Situation
Im August 2009 wurde bekanntgegeben, dass der Sender mit Jahresende 2011 den Betrieb einstellen werde. Die Antennenmasten hatten Alterungserscheinungen, die ein Sicherheitsrisiko darstellten. Die eher geringe Nutzung des Signals rechtfertigte nach der Einschätzung des Bundesrats den Aufwand für die Sanierung und den weiteren Betrieb des Senders nicht, zumal das Signal des deutschen Zeitzeichensenders DCF77 in der Schweiz in vergleichbarer Qualität empfangen werden kann. Die zwei Sendemasten wurden durch eine kontrollierte Sprengung am 6. September 2012 um 14:00 Lokalzeit abgerissen. Die offizielle Schweizer Zeit wird weiterhin durch das METAS bereitgestellt, zum Beispiel über einen Zeitserver im Internet (ntp.metas.ch).

## Zeit und Frequenz
Das Bundesamt für Metrologie (METAS) hat die gesetzliche Aufgabe, die grundlegenden Masseinheiten zur Verfügung zu stellen, darunter auch die Sekunde gemäss Internationalem Einheitensystem SI. Zu diesem Zweck betreibt das Labor für Zeit und Frequenz des Bundesamtes mehrere Atomuhren, die als Frequenz- und Zeitnormale dienen. Aus diesen Atomuhren wird auch die gesetzliche Schweizer Zeit errechnet.
Der Sender HBG übermittelte nicht nur die Schweizer Zeit, sondern auch eine sehr genaue Frequenz: Die Trägerfrequenz des Senders wurde ebenfalls aus diesen Atomuhren abgeleitet, konnte deshalb innerhalb 2·10−12 auf 75 kHz gehalten werden und war somit eine Eichfrequenz.

## Format der Zeitzeichen
Zu Anfang jeder Sekunde wurde das Trägersignal kurz unterbrochen (Amplitudenumtastung). Dieser Sekundenpuls fehlte in der letzten Sekunde jeder Minute (d. h. in Sekunde 59), um den Anfang einer neuen Minute zu signalisieren. Dafür wurde in der ersten Sekunde der neuen Minute (Sekunde 0) ein Doppelpuls gesendet. Ein Dreifachpuls anstelle des Doppelpulses kennzeichnete den Anfang einer neuen Stunde, ein Vierfachpuls den Anfang eines neuen Tages.
In unregelmässigen Abständen musste eine Schaltsekunde eingeschoben werden, um die koordinierte Weltzeit UTC wieder an die (von der Erdrotation abhängige) Weltzeit UT1 anzugleichen. In diesen Fällen war die betroffene Minute 61 Sekunden lang, die Schaltsekunde wurde am Ende (als Sekunde 60) angehängt und erhielt ebenfalls keinen Sekundenpuls.
In den Sekundenpulsen wurden zusätzliche Angaben zu Datum und Zeit kodiert: Kurze Sekundenpulse von 100 ms Dauer bedeuteten eine binäre 0, längere Sekundenpulse von 200 ms Dauer eine binäre 1 (Pulsbreitenmodulation). Auf diese Weise konnten in jeder Minute 59 bit Information übertragen werden. Die genaue Struktur dieses minütlichen Datentelegramms ist in der nebenstehenden Tabelle enthalten.
Die übertragenen Informationen lassen sich in einige Klassen unterteilen:
- Vorankündigungen: Diese Bits wurden 12 Stunden vor dem Ereignis (d. h. Einfügen einer Schaltsekunde bzw. Wechsel der Zonenzeit zwischen MEZ und MESZ) gesetzt und unmittelbar nach dem Ereignis wieder gelöscht.
- Zahlen: Im BCD-Format, mit dem niederwertigsten Bit zuerst gesendet. Die erhaltenen Bits hatten die Wertigkeiten 1, 2, 4, 8, 10, 20, 40, 80. Bei jeder Zahl waren nur so viele Bits eingeplant, wie der Wertebereich erforderte, beispielsweise 7 bit für die Minute (Bereich 0 bis 59), aber nur 6 bit für die Stunde (Bereich 0 bis 23).
- Wochentag: Die empfangene Zahl wurde gemäss ISO 8601 interpretiert: 1= Montag, 2= Dienstag bis 7= Sonntag
- Paritätbits: Die Paritätsbits ergänzten die Summe der angegebenen Datenbits auf eine gerade Zahl (gerade Parität) und dienten der Fehlererkennung.